# San Francisco Open
Het  San Francisco City Golf Championship, meestal  The City Open  of het  San Francisco Open  genoemd, is een jaarlijks matchplay golftoernooi dat in 1917 werd opgericht door de stad San Francisco nadat de gemeente het Lincoln Park had aangelegd. Het City Open is het oudste golftoernooi ter wereld dat ieder jaar zonder onderbreking is gespeeld. Er zijn oudere toernooien zoals het Brits Open, maar die hebben enkele oorlogsjaren overgeslagen. De strokeplay voorrondes zijn in Lincoln Park, het matchplay toernooi wordt tegenwoordig gespeeld op de TPC Harding Park.
Het toernooi heeft een herencategorie en sinds 1993 ook een seniorencategorie (55+) en een superseniorencategorie (65+). In 1958 werd er een apart damestoernooi gestartm dat tegelijkertijd wordt gespeeld.

## Deelnemers
De deelnemers moeten een lage handicap hebben, 4.5 bij de heren. Er kunnen zich 240 heren inschrijven. De top-96 van de ranking zijn vrijgesteld, de anderen kunnen in Lincoln Park op de vrijdag voor het toernooi meedoen aan een kwalificatietoernooi waarbij 48 plaatsen ter beschikking zijn. In het weekend spelen de 96 vrijgestelden en de 48 gekwalificeerden 36 holes strokeplay en van dat toernooi gaan 31 door naar het matchpleytoernooi. De 32ste speler is de winnaar van het voorgaande jaar.
Het systeem is hetzelfde in de andere categorieën, behalve dat de getallen en handicapeisen anders zijn. Aan het Open toernooi doen 32 spelers in de matchplay mee, bij de dames slechts 16.
Deelnemers die later beroemd werden waren onder meer George Archer, Johnny Miller, drievoudig winnaar Ken Venturi, Tom Watson en Julie Inkster, die The City tweemaal won. Gary Vanier won het toernooi zes keer en Sally Krueger zelfs tien keer.

## Winnaars
| 1917 | Fitzgerald Marx      |                                   |                  |                                                         |
| 1918 | E.J. O'Brien         |                                   |                  |                                                         |
| 1919 | Sam L. Conlon, Jr.   |                                   |                  |                                                         |
| 1920 | Charles E. Foley     |                                   |                  |                                                         |
| 1921 | John J. McHugh       |                                   |                  |                                                         |
| 1922 | John F. Neville      |                                   |                  |                                                         |
| 1923 | Larry Kelly          |                                   |                  |                                                         |
| 1924 | James A. Ritchie     |                                   |                  |                                                         |
| 1925 | George Ritchie       |                                   |                  |                                                         |
| 1926 | George Ritchie       |                                   |                  |                                                         |
| 1927 | Jack K. Wolfe        |                                   |                  |                                                         |
| 1928 | George Studinger     |                                   |                  |                                                         |
| 1929 | Dr. Jack Wolfe       |                                   |                  |                                                         |
| 1930 | Charles Ferrera      |                                   |                  |                                                         |
| 1931 | A.G. Sato            |                                   |                  |                                                         |
| 1932 | Charles Ferrera      |                                   |                  |                                                         |
| 1933 | Edgar Haber          |                                   |                  |                                                         |
| 1934 | Charles Ferrera      |                                   |                  |                                                         |
| 1935 | Jack Finger          |                                   |                  |                                                         |
| 1936 | Dale Goodart         |                                   |                  |                                                         |
| 1937 | James E. French, Jr. |                                   |                  |                                                         |
| 1938 | Frank Toronto        |                                   |                  |                                                         |
| 1939 | James Molinari       |                                   |                  |                                                         |
| 1940 | William Higgins      |                                   |                  |                                                         |
| 1941 | Ernest Carli         |                                   |                  |                                                         |
| 1942 | James Molinari       |                                   |                  |                                                         |
| 1943 | Louis Jennings       |                                   |                  |                                                         |
| 1944 | Ed Castagnetto       |                                   |                  |                                                         |
| 1945 | William Fritz        |                                   |                  |                                                         |
| 1946 | Ed Castagnetto       |                                   |                  |                                                         |
| 1947 | James Molinari       |                                   |                  |                                                         |
| 1948 | Richard Bailey       |                                   |                  |                                                         |
| 1949 | Ed Castagnetto       |                                   |                  |                                                         |
| 1950 | Ken Venturi          |                                   |                  |                                                         |
| 1951 | Robert Cardinal      |                                   |                  |                                                         |
| 1952 | Bob Sylvestri        |                                   |                  |                                                         |
| 1953 | Ken Venturi          |                                   |                  |                                                         |
| 1954 | Cy Pennel            |                                   |                  |                                                         |
| 1955 | Harvie Ward          |                                   |                  |                                                         |
| 1956 | Ken Venturi          | 10.000 toeschouwers bij de finale |                  |                                                         |
| 1957 | Tal Smith            |                                   |                  |                                                         |
| Jaar | Heren                | Dames                             |                  |                                                         |
| 1958 | Bill McCool          | Angie Vote                        |                  |                                                         |
| 1959 | Bob Sylvestri        | Dorothy Stamps                    |                  |                                                         |
| 1960 | Bob Sylvestri        | Linda Collins                     |                  |                                                         |
| 1961 | Verne Callison       | Jane Thomas                       |                  |                                                         |
| 1962 | Tom Dixon            | Jan Ferraris                      |                  |                                                         |
| 1963 | George Archer        | Jan Ferraris                      |                  |                                                         |
| 1964 | Ken Towns            | Jan Ferraris                      |                  |                                                         |
| 1965 | Walt Gilliam         | Jan Ferraris                      |                  |                                                         |
| 1966 | Larry Anderson       | Marie Strand                      |                  |                                                         |
| 1967 | Bob E. Smith         | Linda Collins Maurer              |                  |                                                         |
| 1968 | Ray Leach            | Shelley Hamlin                    |                  |                                                         |
| 1969 | Mike Moriarty        | Noni Schneider                    |                  |                                                         |
| 1970 | Bill Paulson         | Shelley Hamlin                    |                  |                                                         |
| 1971 | Gary Vanier          | Shelley Hamlin                    |                  |                                                         |
| 1972 | John Cranston        | Pam Palmieri                      |                  |                                                         |
| 1973 | Gilberto Torres      | Lauren Howe                       |                  |                                                         |
| 1974 | Tom Culligan         | Cheryl Pastore                    |                  |                                                         |
| 1975 | Dave Baskins         | Patricia Cornett                  |                  |                                                         |
| 1976 | Aly Trompas          | Margaret Leonard                  |                  |                                                         |
| 1977 | Mark Hillsinger      | Barbara Vetrano                   |                  |                                                         |
| 1978 | John Susko (†1983)   | Juli Simpson                      |                  |                                                         |
| 1979 | Frank Mazion         | Juli Simpson                      |                  |                                                         |
| 1980 | John Susko           | Carol Conidi                      |                  |                                                         |
| 1981 | Kurt Posey           | Juli (Simpson) Inkster            |                  |                                                         |
| 1982 | Ray Pellegrini       | Sally Voss                        |                  |                                                         |
| 1983 | Frank Mazion         | Sally Voss                        |                  |                                                         |
| 1984 | Aly Trompas          | Sally Voss                        |                  |                                                         |
| 1985 | Gary Vanier          | Nancy Turner, Jr.                 |                  |                                                         |
| 1986 | Gary Vanier          | Sally Voss                        |                  |                                                         |
| 1987 | Richard Petit        | Denise Philbrick                  |                  |                                                         |
| 1988 | Gary Vanier          | Sally (Voss) Krueger              |                  |                                                         |
| 1989 | Aly Trompas          | Pat Cornett-Iker                  |                  |                                                         |
| 1990 | John Groth, Jr.      | Pat Cornett-Iker                  |                  |                                                         |
| 1991 | Mark Sear            | Heather Hughes                    |                  |                                                         |
| 1992 | Gary Vanier          | Heather Hughes                    |                  |                                                         |
| Jaar | Heren                | Dames                             | Senioren         | Info                                                    |
| 1993 | Joey Cabrera         | Linda Segre                       | Dan James        |                                                         |
| 1994 | Gary Vanier          | Linda Segre                       | Jim Ono          |                                                         |
| 1995 | Jim Evans            | Jae Jean Ro                       | Fred Strebel     |                                                         |
| 1996 | Jim Evans            | Sally Krueger                     | Vic Santa Maria  |                                                         |
| 1997 | Dave Parsons         | Sally Krueger                     | John Cranston    |                                                         |
| 1998 | Scott Watson         | Dorothy Delasin                   | Tom Culligan     | Delasin won in 1999 het US Amateur en werd professional |
| 1999 | Randy Haag           | R Kim Welch                       | Jim McMurtrey    |                                                         |
| 2000 | Nick Ushijima        | Martha Burkard                    | Earl Stewart     |                                                         |
| 2001 | James Hay            | Sally Krueger                     | Marshall Gleason |                                                         |
| 2002 | Mike Schmitz         | M. Peterson                       | Bob Olds         |                                                         |
| 2003 | Rick Reinsberg       | Eva Monisteri                     | Bob Callan       |                                                         |
| 2004 | Steve Sparolini      | Sally Krueger                     | Earl Stewart     |                                                         |
| 2005 | Michael Wilson       | Sally Krueger                     | Robert Thompson  |                                                         |
| 2006 | Will Johnson         | Diane Kwon                        | Jeff Early       | Johnson is professional geworden                        |
| 2007 | Chadd Cocco          | Diane Kwon                        | Carl Selkirk     | Cocco                                                   |
| 2008 | Martin Trainer       | Emily Childs                      | Jim Knoll        | 16-jarige Trainer was jongste winnaar ooit              |
| 2009 | Carlos Briones       | Bonnie Hu                         | Gary Vanier      | 14-jarige Briones was jongste winnaar ooit              |
| 2010 | George Gandranata    | Samantha Esguerra                 | Herb Jensen      |                                                         |
| 2011 | Brandon Hagy         | Hannah Suh                        | Mark Miller      |                                                         |
| 2012 | Cody Blick           | Alexandra Wong                    | Jim Williams     |                                                         |